# Chilches
Chilches (em castelhano) ou Xilxes (em valenciano) é um município da Espanha na província de Castelló, Comunidade Valenciana. Tem 13,6 km² de área e em 2021 tinha 2 795 habitantes (densidade: 205,5 hab./km²).

## Demografia
| Variação demográfica do município entre 1991 e 2004 | Variação demográfica do município entre 1991 e 2004 | Variação demográfica do município entre 1991 e 2004 | Variação demográfica do município entre 1991 e 2004 |
| --------------------------------------------------- | --------------------------------------------------- | --------------------------------------------------- | --------------------------------------------------- |
| 1991                                                | 1996                                                | 2001                                                | 2004                                                |
| 2135                                                | 2216                                                | 2347                                                | 2550                                                |